# Dendronephthya gilva
Dendronephthya gilva is een zachte koraalsoort uit de familie Nephtheidae. De koraalsoort komt uit het geslacht Dendronephthya. Dendronephthya gilva werd in 1909 voor het eerst wetenschappelijk beschreven door Henderson. 